# Haplozetes minimicoma
Haplozetes minimicoma is een mijtensoort uit de familie van de Haplozetidae. De wetenschappelijke naam van de soort is voor het eerst geldig gepubliceerd in 1964 door Beck.